# Las Pedroñeras
Las Pedroñeras è un comune spagnolo di 7 221 abitanti situato nella comunità autonoma di Castiglia-La Mancia.
È nota, anche al di fuori della Spagna, come la "capitale dell'aglio", prodotto agricolo al quale annualmente, tra luglio ed agosto, si dedica una grande manifestazione denominata "Feria Internacional del Ajo".